# تی‌آروی تن (۸۰۱)
تی‌آروی تن (۸۰۱) (به انگلیسی: TRV Tuna (801)) یک کشتی است که طول آن ۲۶٫۹۶ متر (۸۸٫۵ فوت) می‌باشد.